# Ara (diario)
Ara («ahora», en catalán) es un diario matinal de información general en idioma catalán, que se edita en Barcelona (España) para Cataluña, las Islas Baleares, parte de la Comunidad Valenciana y Andorra. Nacido el 28 de noviembre de 2010, desde el inicio ha apostado decididamente por internet y los formatos digitales, y se ha convertido en referente en información política en Cataluña por su seguimiento del procés.[cita requerida] Es el diario en catalán con más lectores en su edición digital  y el único que ha tenido crecimiento en su edición en papel entre las cabeceras de Barcelona y Madrid.
Sus fundadores lo concibieron como un diario postindependentista, en el sentido de que, más allá del debate actual, entendía Cataluña como una unidad política, social y económica independiente en una Europa moderna y un mundo global. Así, Ara pretende subrayar los aspectos positivos de los sectores sociales, empresariales, políticos, culturales y deportivos de Cataluña y, a su vez, mostrar una visión crítica sobre la sociedad catalana.

## Historia
Su lanzamiento se realizó el 28 de noviembre de 2010, fecha que coincidió con las elecciones al Parlamento de Cataluña. El principal impulsor inicial del proyecto fue el grupo Cultura 03, que posee varias editoriales en lengua catalana, y fue apoyado por diversos empresarios catalanes que participaron como accionistas, entre ellos Oriol Soler, Fernando Rodés Vilà, Víctor Font y la Fundación Carulla.
El diario se marcó como objetivo defender un modelo de periodismo propio e inscrito de pleno en la era digital, contribuir a la difusión de la lengua y cultura catalanas, y ayudar al debate social en un momento de gran transformación. En ese sentido, buscó un hueco en el mercado de prensa en catalán, en el que ya se encontraban El Punt Avui (fusión de los periódicos Avui y El Punt) y las ediciones en ese idioma de La Vanguardia y El Periódico de Catalunya. Apareció como nativo digital en un mercado donde el título más joven ya tenía tres décadas largas de historia.
Al proyecto se sumaron los periodistas Antoni Bassas, Toni Soler, Albert Om y Xavier Bosch, que forman parte del consejo editorial y cuentan con participaciones en el diario. El presidente es Fernando Rodés y el consejero delegado Salvador Garcia-Ruiz. También mostraron su apoyo Rosa Regàs, Carme Riera, Jaume Cabré, Joan Ramon Resina, Paul Preston y Albert Sánchez Piñol, entre muchos otros. Además, la publicación ha contado con reportajes y artículos traducidos al catalán de The Economist y del New York Times. El diario se complementa con diversos suplementos como Criatures (infancia), Emprenem (economía), el dominical Ara Diumenge y la revista de cultura y ocio, Play.
El año 2015 ARA ganó el premio 2015 - European Newspaper Award, en la categoría de diario regional. Ha recibido además, los siguientes reconocimientos:
- 2013 - Premi Nacional de la Comunicació
- 2014 - Premi Nacional de Comunicació
- 2015 - European Newspaper Award, en la categoría de diario regional
- 2016 - Premi Ciutat de Barcelona para Carles Capdevila, con mención a su papel como fundador de ARA
- 2016 - Premi Nacional de la Comunicació para Carles Capdevila, con mención a su papel como fundador del ARA[9]
- 2017 –11 galardones en la 19.ª edición de los European Newspaper Awards, 3 de los cuales en el apartado de innovación, gracias a las ediciones especiales donde las fotografías son substituidas por dibujos u obras artísticas[10]
- 2017 – Premios ÑH de diseño de periódicos, organizados por la Society for News Design. Tres premios por la labor de periodismo digital[11]

### Expansión
El diario es conocido por crear ediciones singulares, como dedicar todo un día a la obra de Joan Miró, con motivo de una retrospectiva del pintor en la Fundació Joan Miró. También ha promovido la compra y difusión de la Colección Bernat Metge de clásicos greco-latinos entre las escuelas de Cataluña. Otros números especiales se han centrado en Miquel Barceló, Perejaume, Jaume Perich o en la colección de arte moderno del MNAC. En el Día Mundial de la Infancia, el diario se ilustra exclusivamente con dibujos realizados por niños.
A partir del 20 de noviembre de 2011, coincidiendo con las eleccions generales españolas de 2011, el diario se empezó a distribuir en las Baleares, junto con la cabecera Diari de Balears (dBalears). Desde el 26 de febrero de 2012 también se empezó a vender en la Comunidad Valenciana, en las demarcaciones de Castellón y Valencia. Después también se empezó a distribuir por la provincia de Alicante.
Después de la clausura del Diario de Baleares, los editores se juntaron con el Grupo Serra y el 2013 estrenaron el Ara Balears, que integra los contenidos de las dos cabeceras en una sola publicación, y un año después, el 25 de abril de 2014, se estrenó Ara Andorra.
Coincidiendo con su cuarto aniversario, el 28 de noviembre de 2014 se celebró la primera edición de los Premios Ara. Se crearon con los nombres de Ignasi Pujol i Llordés y Tatiana Sisquella i Cañabate para premiar la empreneduría y la solidaridad, respectivamente. Los primeros galardonados fueron el Femcat y la iniciativa Xamfrà.

### Cambio en la dirección y crecimiento
El 28 de noviembre de 2015, en el quinto aniversario del rotativo, quien fue su director inicial, Carles Capdevila, dejó la dirección del proyecto para ocupar el cargo honorífico de director-fundador, por motivos de salud. La dirección fue asumida internamente por Antoni Bassas y por Ignasi Aragay. Poco después, el 4 de diciembre del mismo año, se hizo público que la nueva directora sería Esther Vera.
El año 2017 Ara tuvo un crecimiento del 10,9% en ejemplares vendidos en papel, la única cabecera de Barcelona o Madrid que logró crecer, y en marzo de 2018 alcanzó los 129.000 lectores, con un crecimiento del 57,3% respecto el año anterior. La versión digital de Ara recibió cerca de 3,2 millones de visitas en septiembre de 2017, lo que lo convirtió en el diario catalán más leído en Internet.

## Apoyo al independentismo catalán
El diario se ha caracterizado por ser una plataforma en pro del independentismo catalán desde su fundación. Por un lado, sus dueños, la familia Carulla que controla el grupo Agrolimen (Gallina Blanca, Pans & Company, Bocatta), conocidos por su apoyo al separatismo, y por otro, su fuente de financiación, la Generalidad de Cataluña, y que queda patente en la parte inferior de su edición digital, hacen mella en la ideología del diario. Después de que se publicara que el diario figuraba en la lista de medios más ayudados en Cataluña, trascendió que la Agencia Tributaria estaba comprobando estas ayudas.